# Věra Flasarová

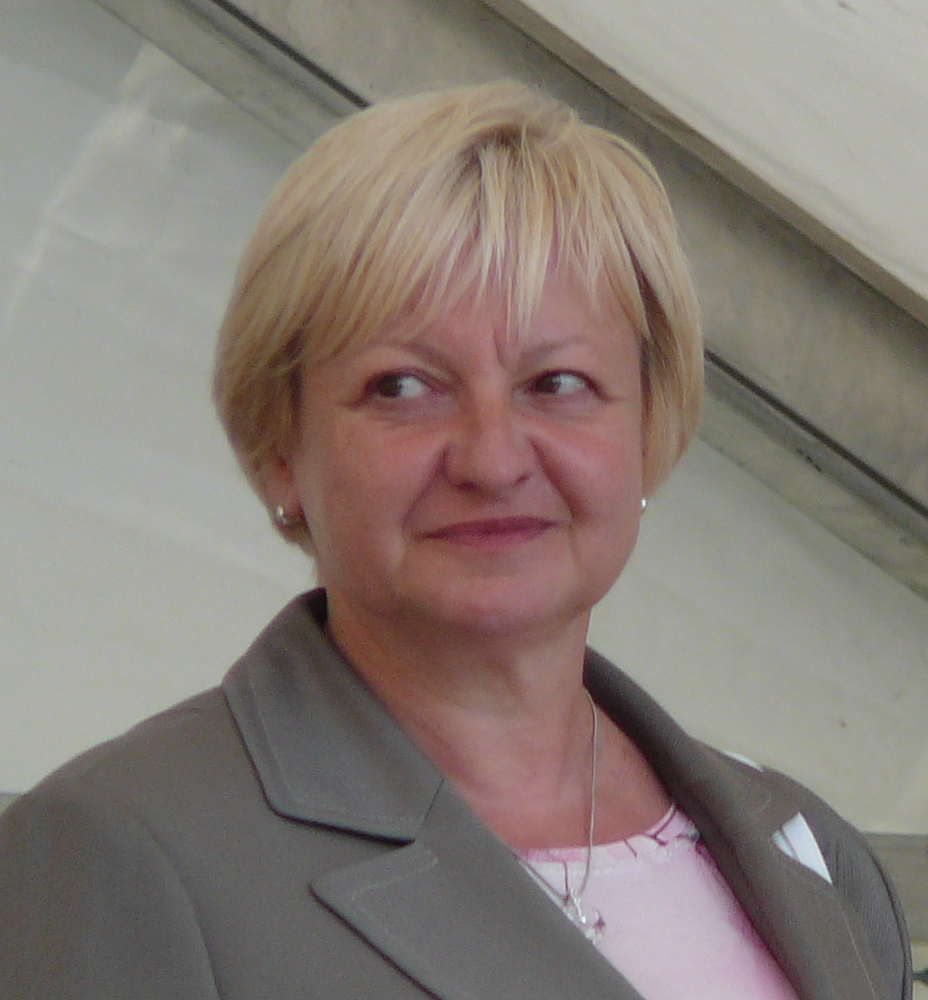
Věra Flasarová (2009)

Věra Flasarová (* 19. Dezember 1952 in Ostrava) ist eine tschechische Politikerin der KSČM.
Flasarová besuchte die Hochschule für Bergbau in Ostrava und die Parteihochschule in Moskau. Sie war als Volkswirtin und Sekretärin tätig. Bei der KSČ war sie Mitarbeiterin der Stadtleitung in Ostrava, bei der Nachfolgepartei KSČM war sie Sekretärin der Stadtleitung und Ausbilderin beim Zentralkomitee. Von 2000 bis 2004 gehörte sie dem Regionalrat der Region Mähren-Schlesien an. Bei der Europawahl 2004 wurde sie in das Europäische Parlament gewählt, aus dem sie 2009 abgewählt wurde. Am 13. Januar 2014 rückte sie jedoch für den ausgeschiedenen Vladimír Remek nach und wird dem Parlament zumindest für einige Monate wieder angehören.